# ۲٬۲٬۲-تری‌کلراتوکسی‌کربونیل کلرید
۲،۲،۲-تری‌کلراتوکسی‌کربونیل کلرید (به انگلیسی: 2,2,2-Trichlorethoxycarbonyl chloride) یک ترکیب شیمیایی با شناسه پاب‌کم ۱۰۳۸۷ است.